# Брыкин, Владимир Александрович
Владимир Александрович Брыкин (1 января 1954, Орёл, РСФСР, СССР — 14 июля 2018) — советский футболист, полузащитник.

## Карьера

### Игровая
Воспитанник орловского футбола, Владимир Брыкин начинал карьеру в орловском «Спартаке» при А. З. Якубсоне. Свой первый мяч в чемпионатах СССР Владимир забил 26 октября 1972 года в ворота команды «Металлург» (Рустави). Регулярно выходил на поле и при других тренерах — Н. А. Бастиане, Б. Г. Татушине, В. Н. Синау, И. Б. Фролове, Г. М. Фёдорове. В 1982 году выступал за волгоградский «Ротор». В 1983 году вернулся в орловский «Спартак», где и играл до конца сезона 1990 года.

### Тренерская
В 1993-94 Брыкин был помощником главного тренера Ю. В. Самулистова. В 1995 г. возглавил «Орёл» . В 1996 году вывел клуб из третьей лиги во вторую. Также «Орёл» под руководством Владимира Брыкина обыграл команды Сокол-ПЖД (Саратов) и «Жемчужина» (Сочи), вышел в 1/8 финала, где уступил «Динамо» (Москва) со счетом 0:1. В следующем розыгрыше кубка России в 1/16 финала «Орёл» лишь в серии пенальти уступил московскому «Локомотиву». В период 1998—2002 был помощником возглавлявших клуб Николая Киселёва и Виталия Коберского. В 2007 году возглавил команду, заняв в итоге 5-е место в ЛФЛ.
С 2010 года — старший администратор ФК «Русичи (Орёл)».